# 紀元前572年
紀元前572年（きげんぜん572ねん）は、西暦（ローマ暦）による年。紀元前1世紀の共和政ローマ末期以降の古代ローマにおいては、ローマ建国紀元182年として知られていた。紀年法として西暦（キリスト紀元）がヨーロッパで広く普及した中世時代初期以降、この年は紀元前572年と表記されるのが一般的となった。

## 他の紀年法
- 干支 : 己丑
- 日本
  - 皇紀89年
  - 綏靖天皇10年
- 中国
  - 周 - 簡王14年
  - 魯 - 襄公元年
  - 斉 - 霊公10年
  - 晋 - 悼公元年
  - 秦 - 景公5年
  - 楚 - 共王19年
  - 宋 - 平公4年
  - 衛 - 献公5年
  - 陳 - 成公27年
  - 蔡 - 景侯20年
  - 曹 - 成公6年
  - 鄭 - 成公13年
  - 燕 - 武公2年
  - 呉 - 寿夢14年
- 朝鮮
  - 檀紀1762年
- ユダヤ暦 : 3189年 - 3190年

## できごと

### 中国
- 魯の襄公が即位した。
- 晋・魯・宋・衛・曹らの連合軍が宋の彭城を包囲した。
- 晋の韓厥と荀偃が諸侯の軍を率いて鄭を攻撃し、洧水の岸で鄭軍を撃破した。
- 晋軍が斉・魯・曹らの軍と鄫で合流し、楚の焦や夷に進入し、陳にいたった。
- 楚の子辛（公子壬夫）が軍を率いて宋の呂や留に進入した。
- 衛の公孫秋や晋の荀罃が使節として魯を訪れた。

## 死去
- 簡王 - 周の王。